# Stefan Radoslav
Stefan Radoslav (srpska ćirilica: Стефан Радослав) (o. 1192. – nakon 1235.) bio je kralj Srbije 1228. – 1233., a znan je i kao Stefan Duka (grčki Στέφανος Δούκας).
Bio je sin Stefana Nemanjića (Stefan Prvovenčani) i njegove žene, Grkinje Eudokije Angeline te tako unuk velikog župana Stefana Nemanje i cara Aleksija III. Anđela.
Sestra mu je bila vojvotkinja Komnena, majka jedne kćeri, a imao je i braću – svetog Savu II. i kralja Vladislava Nemanjića.
Njegova je majka Eudokija bila optužena za preljub te joj je brak poništen, a Stefan Prvovenčani se oženio Anom Dandolo (i možda još jednom ženom).
Radoslavov očuh je bio bizantski car Aleksije V. Duka.
Za života svoga oca, Radoslav je bio vladar Zahumlja (Humska zemlja).
Nakon očeve je smrti Radoslav postao kralj, a okrunio ga je sveti Sava, njegov stric. Crkva u Srbiji i sekularna vlast su obje bile u rukama Nemanjića.
Radoslav je oženio Grkinju iz Epira, damu Anu Anđelinu Komnenu Duku, čija je sestra bila Irena, carica Bugarske. Navodno je njihov sin bio princ Dragoslav Jovan.
Srpski plemići su se zgrozili kad je Radoslav „potpao pod vlast“ svoje supruge, koja ga je natjerala da se potpisuje na grčkom. Grčki utjecaj je sve više prodirao u Srbiju zahvaljujući Ani. 1233. mnogi su se plemići pobunili protiv Radoslava u korist njegova brata Vladislava, koji je oženio bugarsku princezu Beloslavu.
Radoslav i Ana su pobjegli iz Srbije, ali su se poslije vratili tamo te su oboje postali redovnici. Radoslav je iznimno volio Anu, koja mu je bila sestrična, a prema zapisu Teodozija, ona se ipak zaljubila u jednog Francuza. 